# اسپورواین
اسپورواین (انگلیسی: Sporveien) شرکت ترابری ریلی نروژی است، که در سال ۱۹۲۴ تأسیس شد.